# مغنوليات
المغنوليات (الاسم العلمي: Magnoliales) هي رتبة من النباتات تتبع طائفة الثنائيات الفلقة من شعبة الحقيقيات الأوراق.

## التصنيف
- فصيلة المغنولات
  - المغنولاوات
    - المغنولاوية
      - المغنولية
- الفصيلة البسباسية
  - البسباسة
  - الأتوبة